# Placido Mandanici
Placido Mandanici (Barcellona Pozzo di Gotto, 3 luglio 1799 – Genova, 6 giugno 1852) è stato un compositore italiano.

## Biografia
Notevole contrappuntista, trattò tutti i generi musicali. Diplomatosi al Conservatorio di Palermo nel 1820, studiò composizione a Napoli, con il celebre Raimondi.
«Di grandi sentimenti religiosi e di incrollabile fede liberale», a Milano era al massimo della notorietà per il trionfo delle sue opere al Teatro alla Scala di Milano, da "Il rapimento", andato in scena il 26 settembre del 1837, a "Il buontempone di Porta Ticinese" andato in scena il 16 giugno del 1841 e che contò numerosissime repliche, dal ballo eroico "Romanoff" a "L'ombra di Tzi-Ven" che introduceva il tema esotico nella lirica, entrambi del 1840. 
Il suo librettista era Felice Romani, che successivamente avrebbe scritto per Giuseppe Verdi. A Milano frequentava il salotto Branca e faceva parte del giro di Andrea Maffei, di Mercadante, di Vito Beltrami.
Siciliano di Barcellona Pozzo di Gotto, dove era nato nel 1799, Placido Mandanici arrivò a Milano nell'autunno del 1834, proveniente da Napoli dove al Teatro San Carlo la sua musica aveva conosciuto grandi successi (ben quattro opere), ma da dove era stato costretto a fuggire per il suo temperamento rivoluzionario e antiborbonico.
Di Placido Mandanici la biblioteca del Teatro alla Scala raccoglie dodici opere, sette romanze, quattro balli, tre composizioni da camera, diversi canti, fra i quali il "Canto di vittoria". 
Tra i "maestri" della musica è incluso nel "Dizionario universale dei musicisti" (Milano 1887), nell'antologia "Musiciens du passé, du present et de l'avenir" (Parigi 1880), nella "Biographie Universelle des Musiciens" (sempre Parigi), nel "Dizionario Ricordi" e nella "Enciclopedie Larousse".
Mandanici morì a Genova a 53 anni, il 6 giugno del 1852;

## Opere
- L'isola disabitata, (dramma in un atto di Pietro Metastasio, Napoli, Teatro del Fondo, estate 1829)
- Argene (16-2-1832 al Teatro San Carlo di Napoli con Luigia Boccabadati, Antonio Tamburini e Michele Benedetti (basso))
- La moglie di mio marito e il marito di mia moglie, (melodramma, libretto di Giuseppe Checcherini, Napoli, Teatro Nuovo, novembre 1833)
- La fedeltà alla prova, (dramma giocoso, libretto di Giovanni Schmidt, Napoli, Teatro del Fondo, 16-2-1835)
- Il segreto, (melodramma in due atti, libretto di Felice Romani (Torino, Teatro Carignano, novembre 1836)
- Il rapimento, (libretto di Gaetano Rossi, Milano, Teatro alla Scala, 26-11-1837)
- Il buontempone di Porta Ticinese, (opera buffa in tre parti, libretto di Callisto Bassi Milano, Teatro alla Scala, 16-6-1841)
- Maria degli Albizzi (melodramma in tre atti su libretto attribuito ad Antonio Somma, Palermo, Teatro Carolino, 21-1-1843)
- Messa di Requiem (registrata in CD dai Cori Lirici del Conservatorio di Musica di Genova e del Conservatorio di Messina nel 1999 in occasione del bicentenario della sua nascita).

Fu inoltre autore del "Canto della Vittoria", dedicato "ai valorosi Lombardi per le gloriose Cinque Giornate di Milano" nel 1848.
Tra le sue opere inoltre citiamo "Romanoff", un ballo eroico, e "L'ombra di Tzi-Ven". Pubblicato dall'editore Lucca nel 1836 è invece un Capriccio Concertante per quartetto d'archi dedicato a Pietro Raimondi, che fu suo insegnante di contrappunto a Napoli.